# Sigrid Hjertén
Sigrid Hjertén (Sundsvália, 27 de outubro de 1885 – Estocolmo, 24 de março de 1948) foi uma pintora sueca, adscrita ao expressionismo.
Estudou artesanato e design em Estocolmo, graduando-se como professora de desenho. 
Passou um tempo em Paris, recebendo a influência de Matisse e Cézanne, o que se demonstra no uso da cor contrastando com uns contornos muito simplificados, esforçando-se por encontrar as formas e as cores que possam transmitir as suas emoções. 
Em 1912 realizou a sua primeira exposição em Estocolmo, participando desde então em numerosas exposições tanto na Suécia como no estrangeiro. Na sua obra descreveu o papel que desempenhava como artista, mulher e mãe, diferentes identidades em mundos diferentes. 
Entre 1920 e 1932 residiu em Paris, começando a manifestar-se a sua dolência esquizofrênica, o que se denotou na sua obra, com cores mais obscuras e composições retesas, refletindo o seu sentimento de angustia e abandono. De volta ao seu país, desde 1938 viveu hospitalizada. A modo de tratar a sua esquizofrenia, foi-lhe praticada uma lobotomia em 1948. Faleceu por complicações após tal procedimento.

## Algumas obras de Sigrid Hjertén
- Interior de ateliê (Ateljéinteriör, 1917, Museu Nacional de Belas-Artes da Suécia, em Estocolmo)
- Autorretrato (Självporträtt, 1914, Museu de Arte de Malmö, em Malmö)